# Oster
Oster (ukrainska: Остер uttal (fil)) är en stad i Tjernihiv oblast i norra Ukraina, belägen intill floden Desna med omkring 5 600 invånare. 
År 2001 uppgick folkmängden till 7 194 invånare.

## Historia
Oster omnämns i krönikor under år 1098 som ett fort. Det byggdes av Vladimir II Monomach och kallades för Horodets. År 1240 förstördes det av tatarer och förblev i ruiner under ett sekel. Staden övergick från litauiskt till polskt styre år 1549. År 1648 blev det centrum för Perejaslavregementet och år 1662 fick det rättigheter enligt Magdeburgrätten.

## Ekonomi
Oster är en flodhamn med en bomullstextilfabrik och livsmedelsindustri.